# Ранняя оттепель
«Ранняя оттепель» — короткометражный художественный фильм тверского режиссёра Павла Дроздова по рассказу тверского писателя Евгения Борисова. Действие фильма разворачивается в послевоенном Калинине. В основе фильма — столкновение творца с культом личности Сталина.

## Сюжет
Калинин, 1946 год. Школьник Женька слушает игру одноногого гармониста-фронтовика на рынке. Музыкант предсказывает скорое потепление. Женьку окликают друзья и он присоединяется к ним. Бродя по улицам, мальчишки обсуждают последствия победы в Великой Отечественной войне. Однако, существуют запретные темы, так как отца Женьки только что назначили секретарём партийной ячейки.
В это время мать Женьки волнуется о его отсутствии, но его бабушка успокаивает её, глядя из окна, как её внук вместе с друзьями играет во дворе. Мальчишки лепят снеговика. Женька вдохновлённый парадами, плакатами, партийными идеями придаёт «голове» снеговика вид М. Калинина. Для большего сходства один из друзей Женьки притаскивает очки своего деда-дворника. Он же подначивает Женьку вылепить портрет вождя и тот соглашается. Испугавшись поразительного сходства, друзья Женьки потихоньку расходятся, оставляя его наедине с собственным творением.
Женька гордится своей работой, но жители дома и прохожие воспринимают «скульптуру» соответственно той эпохе. Весть о снеговике-Сталине и его творце постепенно доходит до работников службы безопасности. Начинает раскручиваться маховик мер пресечения. Оповещены родители Женьки, педагогический состав его школы. За отцом устанавливается слежка.
Возвращаясь из школы домой через рынок, Женька становится свидетелем дележа территории между его кумиром-гармонистом и каким-то балалаечником. Одноногий фронтовик избивает молодого музыканта на глазах у потрясённого Женьки. Подходя к дому, он замечает, что его творение цело и возможно, как он и мечтал, достоит чуть ли не до майских праздников. С чувством гордости мальчик бежит домой.
Дома, однако, его встречают не так, как он ожидал. Отец кричит на него и заставляет разрушить снеговика. Женька не понимает, в чём дело. Подойдя к окну, отец Женьки замечает рядом со «скульптурой» местного постового, чекиста в форме и молодого человека в шляпе с полями, который следил за ним. По его взгляду, мать и бабушка понимают, что дело принимает плохой оборот. И только Женька не до конца понимает, какие последствия может принести его ваяние.
Через некоторое время раздаётся звонок в дверь. Отец Женьки впускает в квартиру виденных ранее чекиста и шпика. Они уводят отца и… он просыпается. Посмотрев на часы, отец Женьки понимает, что это был сон. Он подходит к окну, взглянуть на виновника их нынешних бед. Оказывается, ночью потеплело и снеговик растаял. На то, что осталось от снеговика смотрит счастливая семья.
Женька снова на рынке. На прежнем месте как ни в чём не бывало сидит одноногий гармонист и хвалится тем, что его предсказание сбылось.

## В ролях
- Саша Бахтеев — Женька
- Андрей Иванов — отец Женьки
- Елена Соколова — мать Женьки
- Наина Хонина — бабушка Женьки
- Вячеслав Шелеметьев — взрослый Женька (голос)
- Сергей Коноплёв — дворник
- Игорь Лебедев — гармонист
- Алексей Марков — шпик
- Владимир Павленко — чекист
- Дарья Астафьева — учительница
- Константин Григорьев — балалаечник
- Ирина Андрианова — продавщица с котёнком
- Надежда Вербицкая — прохожая
- Денис Борисов — сосед-чекист
- Константин Фёдоров — постовой

## Съёмочная группа
- Сценарий: Денис Борисов, Павел Дроздов
- Режиссёр-постановщик: Павел Дроздов
- Оператор-постановщик: Михаил Тимофеев
- Продюсер: Елена Шонерт
- Монтаж: Денис Бойков
- Звукорежиссёр: Андрей Медведев
- Художник-постановщик: Ольга Скаковская
- Грим: Елена Борецкая
- Реквизит: Ирина Титова
- Режиссёрская группа: Александра Байкова, Ирина Титова, Ольга Овчинникова
- Операторская группа: Руслан Попов, Влад Збаращенко, Александр Крупко

## Награды
- Гран-при на III Международном Московском кинофестивале семейных и детских фильмов «Верное сердце» (2008).[1]
- II премия в номинации «Лучший игровой фильм» на XVI фестивале достижений молодых кинематографистов «Святая Анна» (2009).[2][3]
- Диплом на XVII Международном фестивале актёров кино «Созвездие» (2009)
- Диплом за лучший короткометражный фильм на VI Международном кинофестивале «Лучезарный ангел» (2009).[4]
- Гран-при на Санкт-Петербургском фестивале «Мартовские КИТы» (2010)